# Канюк смугастогрудий
Каню́к смугастогрудий (Morphnarchus princeps) — вид яструбоподібних птахів родини яструбових (Accipitridae). Мешкає в Центральній і Південній Америці. Це єдиний представник монотипового роду Смугастогрудий канюк (Morphnarchus). Традиційно смугастогрудого канюка відносили до роду Неотропічний канюк (Leucopternis), однак, за результатами низки молекулярно-філогенетичних досліджень, які показали поліфілітичність цього роду, його було переведено до відновленого роду Morphnarchus.

## Опис

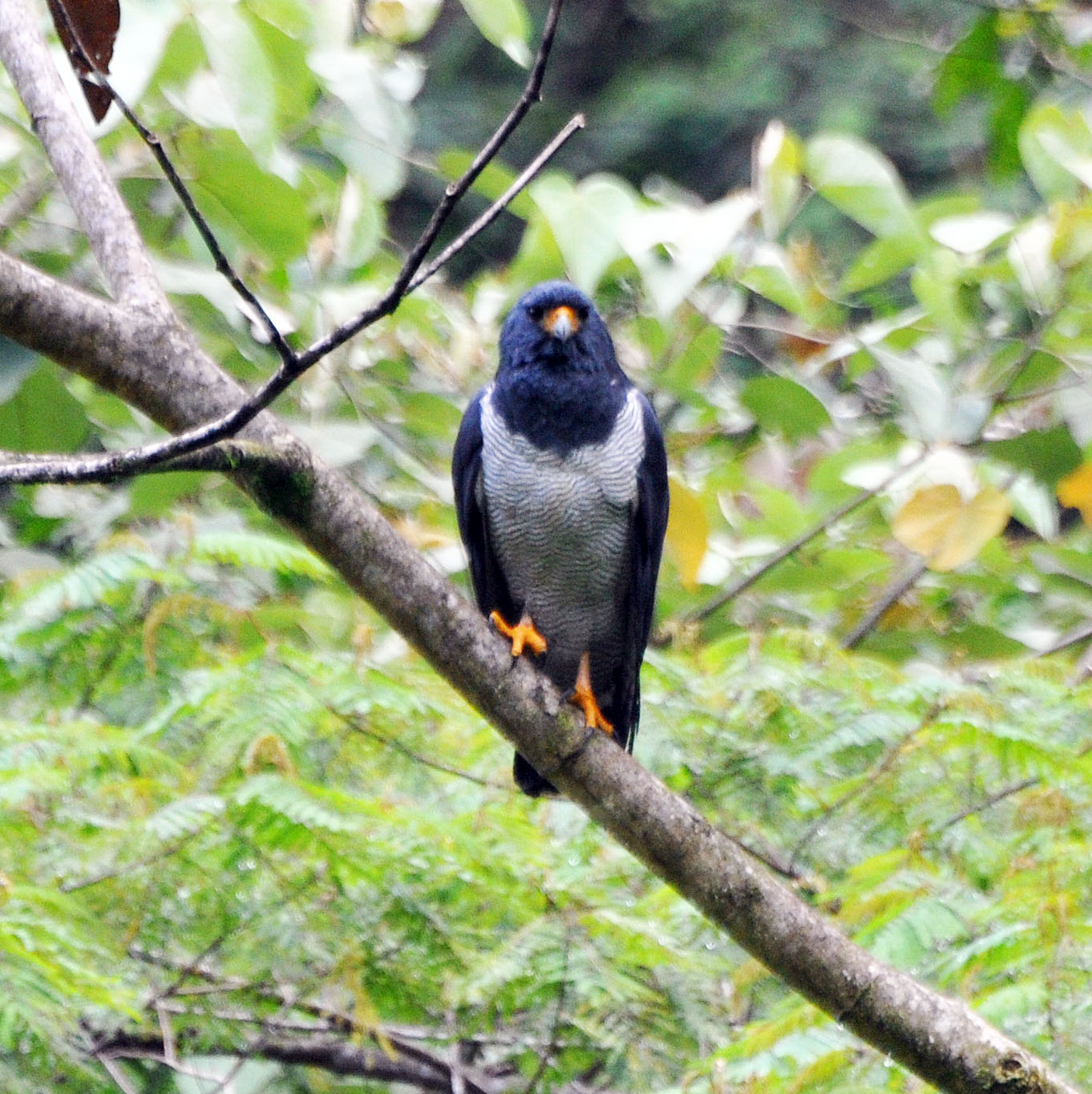
Смугастогрудий канюк

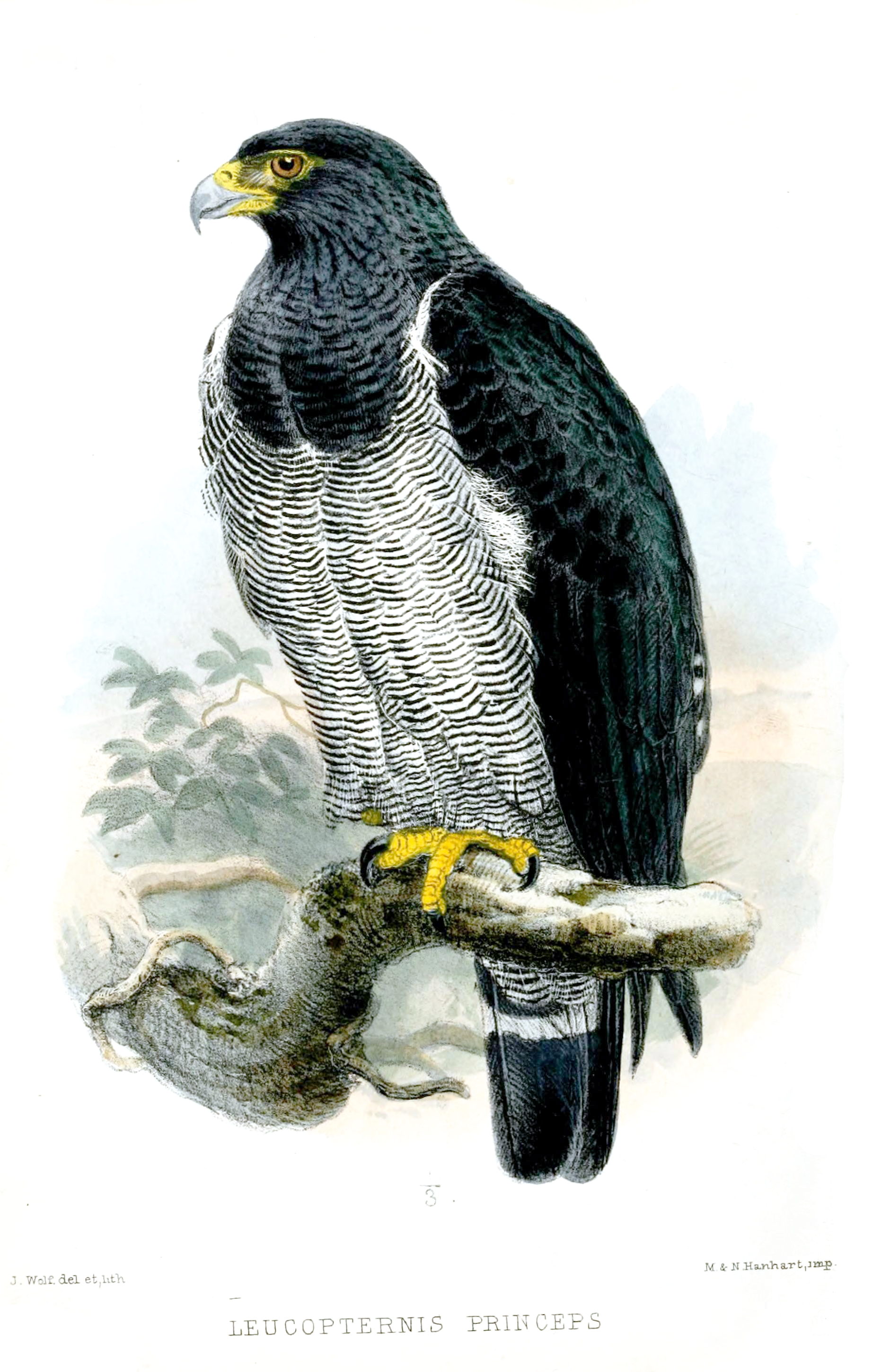
Смугастогрудий канюк

Довжина птаха становить 51-61 см, розмах крил 112–124 см, вага 1000 г. Довжина крила у самців становить 34,7–36,7 см, у самиць 35,1–38,8, довжина хвоста у самців 19,4–22,3 см, у самиць 20,2–22,7, довжина цівки 94–104 мм. Крила душе широкі, хвіст відносно короткий. Голова, верхня частина тіла, горло і груди майже повністю чорні, за винятком білої смуги зверху на хвості. Решта нижньої частини тіла і нижні сторони крил смугасті, чорно-білі. Нижня сторона хвоста сірувата. Очі темно-сині, восковиця і лапи жовті. У молодих птахів пера на шиї, спині і верхніх покривних перах крил мають вузькі білі края, очі жовті або карі. Голос — гучний, м'який, уривистий свист, іноді шивадка серія з 30-40 посвистів "ві-ві-ві".

## Поширення і екологія
Смугастогруді канюки мешкають в горах Коста-Рики і Панами, на західних і східних схилах Анд в Колумбії і Еквадорі, локально на крайньому північному заході Перу. 15 листопада 2005 року бродячого птаха спостерігали на крайньому півдні Нікарагуа. Смугастогруді канюки живуть у вологих гірських і рівнинних тропічних лісів. Зустрічаються на висоті від 300 до 2500 м над рівнем моря, переважно на висоті від 900 до 1600 м над рівнем моря.

## Поведінка
Смугастогруді канюки живляться зміями, ящірками, жабами, великими комахами, крабами, іноді також ссавцями і птахами. Вони чатують на здобич, сидячи на невисоко розташованій гілці, або ширяють у небі групами по два і більше птаха. Смугастогруді канюки рідко покидають ліс, однак можуть полювати на узліссях. Вони швидко і безшумно пересуваються в кронах дерев, перелітаючи з гілки на гілку. При обстеженні гнізда смугастогрудого канюка, знайденого в Еквадорі, дослідники виявили, що 48% здобичі птаха становили черв'яги Caecilia orientalis, а 35% — різноманітні змії. Подальше дослідження показало, що смугастогруді канюки часто полюють на цих земноводних, особливо після дощів, коли черв'яги виповзають на поверхню.